# The Trojan Women
The Trojan Women (Grieks: Τρωάδες, Troades) is een Amerikaans-Brits-Griekse dramafilm uit 1971 onder regie van Michael Cacoyannis. De film is gebaseerd op het treurspel Trojaanse vrouwen van Euripides.

## Verhaal
De stad Troje is in handen gevallen van de Grieken. De Trojaanse vrouwen zien hoe hun stad reddeloos ten onder gaat. Ze zullen de slavinnen worden van Griekse soldaten. Cassandra, de dochter van koning Priamus, zal wellicht een concubine worden van koning Agamemnon van Mycene.

## Rolverdeling
| Acteur            | Personage  |
| ----------------- | ---------- |
| Katharine Hepburn | Hecuba     |
| Vanessa Redgrave  | Andromache |
| Geneviève Bujold  | Cassandra  |
| Irene Papas       | Helena     |
| Patrick Magee     | Menelaüs   |
| Brian Blessed     | Talthybius |
| Alberto Sanz      | Astyanax   |